# Mille peccati... nessuna virtù
Mille peccati... nessuna virtù è un film del 1969 diretto da Sergio Martino.